# Capsicum longidentatum
Capsicum longidentatum är en potatisväxtart som beskrevs av Agra och Barboza. Capsicum longidentatum ingår i släktet spanskpepparsläktet, och familjen potatisväxter. Inga underarter finns listade i Catalogue of Life.